# Saint-Paul-en-Forêt
Saint-Paul-en-Forêt ist eine französische Gemeinde mit 1747 Einwohnern (Stand 1. Januar 2022) im Département Var in der Region Provence-Alpes-Côte d’Azur. Sie gehört zum Kanton Roquebrune-sur-Argens im Arrondissement Draguignan.

## Geographie
Saint-Paul-en-Forêt liegt zwischen Fréjus (22 Kilometer entfernt) und Fayence (neun Kilometer entfernt) in einer von bewaldeten Hügeln geprägten Landschaft, die von Talmulden mit Seen unterbrochen wird.

## Persönlichkeiten
- Der Schauspieler Michel Auclair (1922–1988) lebte lange Jahre in Saint-Paul-en-Forêt.

## Tourismus
Saint-Paul-en-Forêt verfügt über einen großzügig angelegten Golfplatz.